# Ken Shellito
Kenneth John Shellito (* 18. April 1940 in East Ham, England; † 31. Oktober 2018 in Inanam, Malaysia) war ein englischer Fußballspieler und -trainer.

## Karriere
Shellito spielte seine ganze Fußballerkarriere beim FC Chelsea. Er kam als 17-Jähriger zu den Blues und gab sein Debüt zwei Jahre später gegen Nottingham Forest. Er spielte insgesamt noch sieben Saisonen bei Chelsea, bevor er 1966 seine Karriere aufgrund vieler Verletzungen beendete. Nach seinem Karriereende gehörte Shellito zum Trainerstab der Blues und ab 1968 war er Verantwortlicher für die Jugendakademie des FC Chelsea. 1977 wurde er für ein Jahr sogar Cheftrainer in London. Nach seiner Karriere bei Chelsea war er kurze Zeit Trainer bei Cambridge United und danach noch bei einigen Klubs in Malaysia.

### Stationen als Spieler
- FC Chelsea (1957–1966)

### Stationen als Trainer
- FC Chelsea (1966–1978) (Zuerst als Co-Trainer, dann als Jugendtrainer und von 1977 bis 1978 als Cheftrainer)
- Cambridge United (1985)
- Kuala Lumpur FA (1994)
- Perak FA (1995)
- Sabah FA (1998)

Ende 2018 wurde Shellito wegen Lungeninfektionen und Nierenversagen im Queen Elizabeth Hospital, Kota Kinabalu, ins Krankenhaus eingeliefert. Er wurde später am 30. Oktober entlassen, bevor er am 31. Oktober im Kreise seiner Familie in seiner Residenz in Kampung Minintod, Inanam, starb.
| Personendaten    | Personendaten                               |
| ---------------- | ------------------------------------------- |
| NAME             | Shellito, Ken                               |
| ALTERNATIVNAMEN  | Shellito, Kenneth John (vollständiger Name) |
| KURZBESCHREIBUNG | englischer Fußballspieler                   |
| GEBURTSDATUM     | 18. April 1940                              |
| GEBURTSORT       | East Ham, England                           |
| STERBEDATUM      | 31. Oktober 2018                            |
| STERBEORT        | Inanam, Malaysia                            |